# Comuna de Orla
Orla (polaco: Gmina Orla) é uma gminy (comuna) na Polónia, na voivodia de Podláquia e no condado de Bielsk. A sede do condado é a cidade de Orla.
De acordo com os censos de 2004, a comuna tem 3485 habitantes, com uma densidade 21,8 hab/km².

## Área
Estende-se por uma área de 159,68 km², incluindo:
- área agricola: 80%
- área florestal: 12%

## Demografia
Dados de 30 de Junho 2004:
|                      | Total   | Total | Mulheres | Mulheres | Homens  | Homens |
| -------------------- | ------- | ----- | -------- | -------- | ------- | ------ |
|                      | pessoas | %     | pessoas  | %        | pessoas | %      |
| População            | 3485    | 100   | 1808     | 51,9     | 1677    | 48,1   |
| Densidade (pop./km²) | 21,8    | 100   | 11,3     | 11,3     | 10,5    | 10,5   |

De acordo com dados de 2002, o rendimento médio per capita ascendia a 1120,86 zł.

## Comunas vizinhas
- Bielsk Podlaski, Boćki, Czyże, Dubicze Cerkiewne, Kleszczele